# Digimon Tamers: Digimon Medley
Digimon Tamers: Digimon Medley (デジモンテイマーズ デジモンメドレー?, Dejimon Teimāzu Dejimon Medorē) è un videogioco del franchise Digimon pubblicato da Bandai nel 2001 per WonderSwan Color. Nel videogioco sono presenti i personaggi degli anime Digimon Adventure/02 e Digimon Tamers.

## Modalità di gioco
Digimon Tamers: Digimon Medley si presenta come un videogioco di ruolo molto simile ai precedenti videogiochi Digimon per WonderSwan con la differenza che in questo gioco le battaglie sono uno contro uno. Durante la battaglia gli attacchi possono colpire il nemico o andare a vuoto, ma può anche accadere che i due avversari cozzino a mezz'aria. La potenza di un attacco è determinata attraverso due minigiochi.

## Accoglienza
Al momento dell'uscita, i quattro recensori della rivista Famitsū hanno dato un punteggio di 21/40.